# Giovanni Capurro

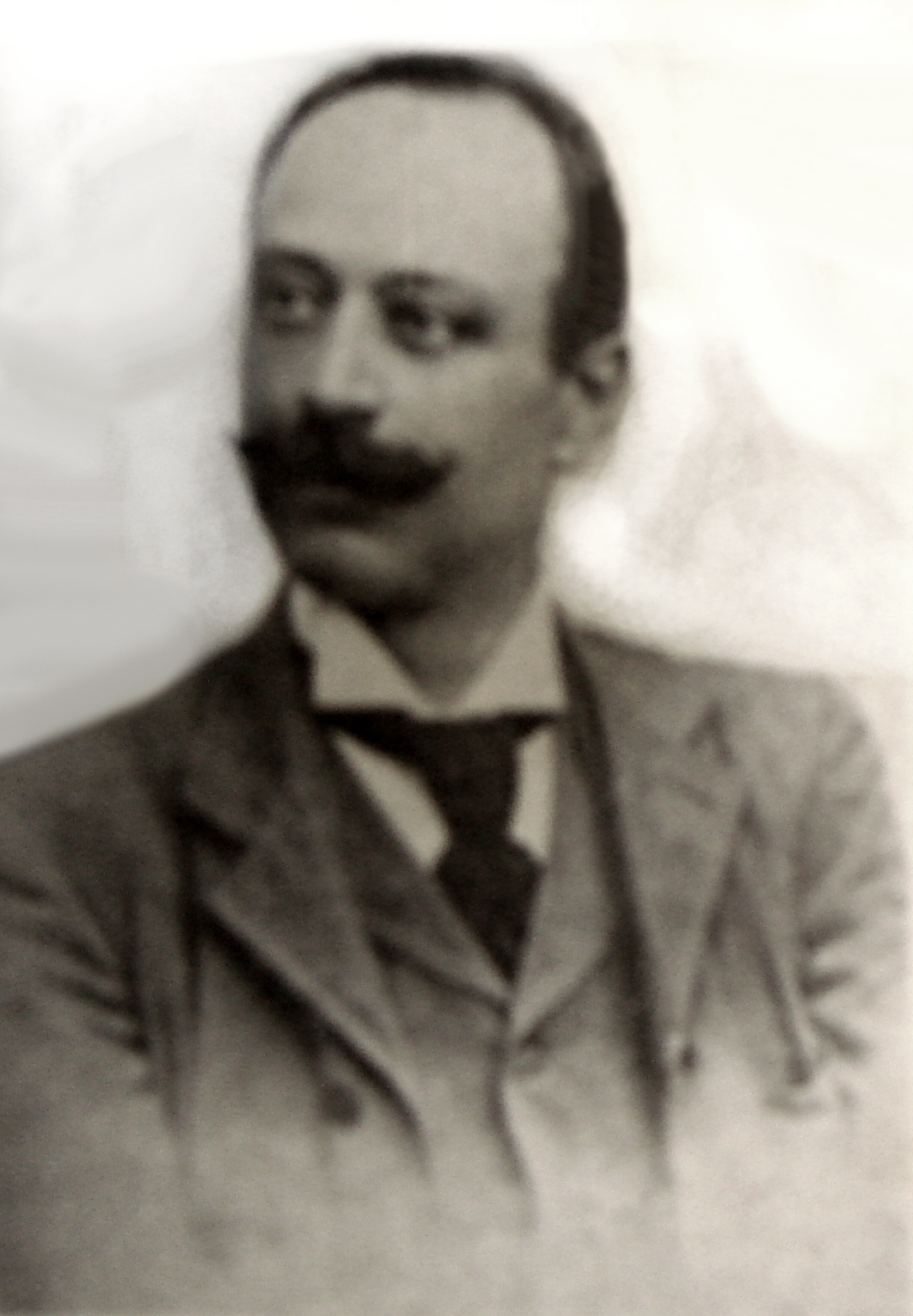
Giovanni Capurro

Giovanni Capurro (* 5. Februar 1859 in Neapel; † 18. Januar 1920 ebenda) war ein italienischer Schriftsteller und der Verfasser des Textes zum Lied ’O sole mio.
Capurros Vater Antonio war als Sprachpädagoge tätig, auf Wunsch des Vaters wandte sich Giovanni zuerst technischen Studien zu, erwarb aber dann ein Flötendiplom am Konservatorium von Neapel. In der Folge wurde er Journalist bei der sozialistischen Zeitschrift La Montagna, und schrieb auch für das Periodikum Don Marzio und die Zeitung Roma. Dort wurde er 1896 als Mitarbeiter aufgenommen. Capurro war ein angesehener Lyriker und Theaterautor.
1898 schrieb Capurro die Worte zu O Sole Mio! und bat Eduardo Di Capua, sie in Musik zu setzen. Das Lied errang beim Wettbewerb der Festa di Piedigrotta 1898 den zweiten Platz, wurde aber bald weltberühmt.
Capurro profitierte kaum von seinem Welterfolg. Er arbeitete weiter für die Zeitung Roma als Reporter, Theaterkritiker und Verwaltungsbeamter, trat aber auch als Sänger und Alleinunterhalter auf.